# Loutraki (cràter)
Loutraki és un cràter sobre la superfície de (951) Gaspra, situat amb el sistema de coordenades planetocèntriques a 42 ° de latitud nord i 140 ° de longitud est. Fa un diàmetre de 0.4 km. El nom va ser fet oficial per la UAI l'any 1994 i fa referència a Loutraki, una ciutat a Grècia amb balneari.